# Wybory do Parlamentu Europejskiego w Luksemburgu w 2014 roku
Wybory do Parlamentu Europejskiego VIII kadencji w Luksemburgu zostały przeprowadzone 25 maja 2014. W ich wyniku wybranych zostało 6 europarlamentarzystów. Wybory zakończyły się zwycięstwem opozycyjnych chadeków. Układ mandatów pozostał taki sam jak po poprzednich wyborach.

## Wyniki
| Lista wyborcza                                | %     | Mandaty |
| --------------------------------------------- | ----- | ------- |
| Chrześcijańsko-Społeczna Partia Ludowa        | 37,65 | 3       |
| Zieloni                                       | 15,01 | 1       |
| Partia Demokratyczna                          | 14,77 | 1       |
| Luksemburska Socjalistyczna Partia Robotnicza | 11,75 | 1       |
| Alternatywna Demokratyczna Partia Reform      | 7,53  | 0       |
| Lewica                                        | 5,76  | 0       |
| Partia Piratów Luksemburga                    | 4,23  | 0       |
| Partia na rzecz Pełnej Demokracji             | 1,81  | 0       |
| Komunistyczna Partia Luksemburga              | 1,49  | 0       |
| Razem                                         | 100   | 6       |